# Hajmat 2012
Hajmat 2012 – debiutancki singel polskiego zespołu muzycznego Oberschlesien, wydany własnym nakładem na początku 2012 roku. Pierwotnie miał się ukazać ponad rok wcześniej. Singel był dodawany do biletów na odbywający się 14 grudnia 2012 roku koncert zespołu w Domu Muzyki i Tańca w Zabrzu. Utwory z singla trafiły na wydany w grudniu 2013 roku pierwszy album studyjny grupy, zatytułowany I.

## Lista utworów
Opracowano na podstawie materiału źródłowego.
| Nr | Tytuł utworu | Słowa            | Muzyka                       | Długość |
| -- | ------------ | ---------------- | ---------------------------- | ------- |
| 1. | „Richter”    | Michał Stawiński | Marcel Różanka, Mateusz Buhl | 4:19    |
| 2. | „Jo chca”    | Michał Stawiński | Marcel Różanka, Mateusz Buhl | 3:50    |
|    |              |                  |                              | 8:09    |

## Twórcy
Opracowano na podstawie materiału źródłowego.
Zespół Oberschlesien w składzie
- Michał Stawiński - wokal, słowa
- Marcel Różanka - perkusja, muzyka
- Mateusz Buhl - keyboard, muzyka
- Marcin Woroniuk - keyboard
- Bronisław Lewandowski - gitara
- Tomasz Dyrda - gitara
- Wojciech Jasielski - gitara basowa

Produkcja
- Mieczysław Kluczek - management
- Marcin Woroniuk - realizacja
- TAKT - producent